# Городище (Кирилловский район)
Городище — деревня в Кирилловском районе Вологодской области.
Входит в состав Алёшинского сельского поселения, с точки зрения административно-территориального деления — в Мигачевский сельсовет.
Расстояние до районного центра Кириллова по автодороге — 34 км, до центра муниципального образования Шиндалово по прямой — 11 км. Ближайшие населённые пункты — Воробьево, Каргач, Мигачево.

## Население
| 2002 | 2010 |
| ---- | ---- |
| 11   | ↘3   |

## Археология
На отдельной возвышенной гряде у деревни Городище напротив пристани Горицы на реке Шексна находится селище Крутик IX—X веков, исследованное многими археологами с 30-х годов XX века. Многочисленные находки свидетельствуют о развитой местной металлургии и широких международных связях. Лепная керамика поселения у Городища аналогична керамике древнего Белоозера.